# Runarsko
Runarsko – wieś w Słowenii, w gminie Bloke. W 2018 roku liczyła 78 mieszkańców.